# Деймон Сальваторе
Де́ймон Сальвато́ре (англ. Damon Salvatore, 28 червня 1839, Містик-Фолс — 1864 року, в Містик-Фолс (як людина) — один з головних героїв книги та телесеріалу «Щоденники вампіра». Його роль виконує красень Єн Сомерхолдер. Має молодшого брата, Стефана Сальваторе, також вампіра, який був звернений разом з Деймоном ,а також наприкінці серіалу одружився з Елейною Ґілберт.

## Біографія

### Раннє життя
Як і його брат, Стефан Сальваторе, був закоханий у Кетрін Пірс. Потім закохався в Єлену Гілберт, коли знову приїхав у місто. Був застрелений власним батьком в 1864-му, але оскільки на момент смерті в ньому була кров Кетрін, Деймон звернувся у вампіра. Його звернення завершилося після того, як Стефан, бувши вже повноцінним вампіром, фактично змусив Деймона вбити жінку і випити її кров. Деймон, який вважав Кетрін загиблою у вогні, не бажав завершувати звернення, і тому розлютився на брата і пообіцяв зробити його життя нестерпним. Через півтора століття Деймон повертається в Містик-Фоллс, щоб звільнити Кетрін з ув'язнення в місцевій гробниці.
Після зустрічі з Еленою Гілберт він, як і раніше відчуваючи ненависть до брата, вирішує зруйнувати їх стосунки зі Стефаном. Коли ж Деймон дізнається, що Кетрін ніколи не було в гробниці, і весь цей час вона була жива і на волі, він знаходить утіху в Елені, а потім поступово закохується в неї. Відносини між братами також міцніють, і стає ясно, що Деймон насправді піклується про Стефана. На перших порах Деймона показано як імпульсивного персонажа, який вбиває за найменшої примхи, але потім він стає людянішим і перестає вбивати невинних. З деякими жителями — наприклад, Аларіком Зальцманом і шерифом Форбсом — Деймон навіть зав'язує дружні стосунки.

### 1 сезон
У першому сезоні у Деймона були стосунки з Керолайн, проте її закоханість у нього була більше навіюванням, ніж справжніми почуттями. У першому сезоні звернув на вампіра Віккі Донован — сестру Меттью.

### 2 сезон
Коли у 2-му сезоні в місті оголошується Кетрін і каже йому, що завжди любила Стефана, а не його, любов Деймона до неї зникає, і на зміну приходить ненависть до Пірс. Через якийсь час Деймон зближується з іншим вампіром — Роуз. Коли ж її вкусив перевертень, і вона страждала від тривалої агонії, Деймон, створивши для неї сон, в якому вона була знову щаслива, заколов її. Після того, що сталося Деймон вбив випадково зустрінуту на вулиці жінку, і мало не повернувся до свого старого способу життя. Його наступною дівчиною стала телерепортер Енді Старр, яка потрібна була йому як джерело крові і щоб відволіктися. Пізніше вона була жорстоко вбита Стефаном на очах у Деймона. Всупереч всім цим зв'язкам Деймон сильно любить Елену. Під час його агонії, викликаної укусом перевертня Тайлера Локвуда, Елена каже, що прощає його за все, і дарує йому прощальний поцілунок. Але потім Кетрін приносить кров Ніклауса, за яку Стефан пообіцяв служити Стародавньому, і з її допомогою Деймон зцілюється.

### 3 сезон
У 3-му сезоні, під час спільних спроб знайти і врятувати Стефана, Деймон і Елена зближуються і навіть один раз цілуються. Після слів Елени про те, що його любов створює для неї проблеми, Деймон вступає в інтимні стосунки з Ребеккою. Під час їх спільного перебування в Денвері між Еленою та Деймоном виникає сильне тяжіння, яке провокує пристрасний поцілунок, але пізніше Елена каже, що не може розібратися у своїх почуттях. У фінальному епізоді Елена все ж вибирає Стефана, сказавши Деймону, що якби першим вона зустріла його, все могло б бути інакше. Однак з флешбеков Деймона, показаного в тому ж епізоді, стає ясно, що саме його Елена та зустріла першу: перед самою автокатастрофою, в якій загинули її батьки, вона йшла по узбіччю в очікуванні їх машини, як раптом їй назустріч вийшов Деймон, залучений її схожістю з Кетрін Пірс. У них стався короткочасний діалог, в кінці якого Деймон змусив забути її про зустріч.

### 4 сезон
У 4 сезоні дізнається, що його кров звернула Елену у вампіра, внаслідок чого у неї виник кровний зв'язок з ним і вона робить те, що говорить їй Деймон. Але стає відомо, що зв'язок впливає лише на емоції, а не на почуття. «Елена вірить у те, що по справжньому любить Деймона, а Деймон хоче в це вірити». Деймон не хоче шукати ліки для Елени, адже він вважає, що Елена все-таки не любить його. У 14 серії 4 сезону Елена пропонує Деймону випити ліки разом з нею (тоді ще ніхто не знав, що є тільки одна доза ліків). Деймон каже, що раніше він хотів бути людиною, а «тепер гірше цього для нього нічого немає». Він каже, що справа в Стефані. Але разом зі Стефаном, Еленою, Ребеккою, Бонні і Джеремі вирушає в експедицію Шейна на острів, де вони хочуть знайти ліки. Деймон хоче для Елени нормального життя і тому допомагає в пошуках ліків. Після смерті Джеремі, Елена була не в собі, і Деймон попросив її відключити свої почуття. Але це призводить до разючих змін у поведінці Елени. Разом зі Стефаном вони намагаються повернути їй почуття, однак всі спроби марні. Елена знає, що Деймон і Стефан ніколи не вб'ють її. Тоді він на очах у Елени вбиває Метта Донаван і до Елени повертаються почуття (сам Метт оживає, бо на ньому було кільце Гілбертів). У заключній серії 4 сезону його ранять кулею з отрутою перевертнів, проте в місто повертається Клаус і зцілює Деймона. Елена, звільнившись від кровного зв'язку все одно вибирає Деймона.

## Цікаві факти
1. Деймон — чоловіче ім'я грецького походження, від грецького δαμαω (damao), що означає «приборкувати» або «підкоряти». 
2. Прізвище Сальваторе має італійське походження і означає «рятівник». 
3. У книгах Деймон володіє чорним Ferrari, а в серіалі — синім кабріолетом Chevy Camaro 1967 року.
4. У дитинстві Деймон мав домашню індичку на ім’я Семмі, поки батько не змусив його з’їсти її на День подяки, коли йому було дванадцять.
5. Етнічне походження Деймона в шоу — наполовину француз (від матері) та наполовину італієць (від батька). Однак у романах і він, і Стефан мають повне італійське походження.
6. Деймон є ветераном Громадянської війни в США (1861–65) як солдат, другий лейтенант, в армії Конфедерації до 1864 року та в армії США під час Другої світової війни (1939–45), коли він приєднався в 1942 році. Під час громадянської війни Деймон був частиною 23-го віргінського піхотного полку.